# Пальмовые гавайские цветочницы
Пальмовые гавайские цветочницы (лат. Ciridops) — вымерший род воробьиных птиц подсемейства Гавайские цветочницы семейства вьюрковых. Данный род был описан в 1892 году Альфредом Ньютоном в статье опубликованной в журнале Nature.

## Описание
К роду были отнесены мелкие виды (11—12 см). Имели крепкие клювы и большие крылья, с довольно красочной окраской, с присутствием красного, чёрного, белого и серебристо-серого цветов. Только представители вида Ciridops anna наблюдались в историческое время (в последний раз в 1892 году).

## Виды
- Пальмовая гавайская цветочница, Ула-аи-хаване Ciridops anna (Dole, 1878)
- Ciridops tenax Storrs L. Olson, 1991